# Nicolas Cotoner
Nicolas Cotoner (Maiorca, 1608 – Malta, 29 aprile 1680) succedette al fratello Raphael Cotoner come Gran Maestro dell'Ordine di Malta dal 1663 fino alla sua morte.
Durante il suo regno, Mattia Preti continuò la sua opera alle decorazioni della Concattedrale di San Giovanni, lavori fatti iniziare dal fratello del Gran maestro, Raphael Cotoner.
Prima di essere eletto Gran Maestro era stato Priore della langue d'Aragona e come tale, alla sua morte, venne sepolto nella Cappella d'Aragona della cattedrale dell'Ordine. Il suo monumento sepolcrale, collocato in posizione onorevole sul lato destro dell'altare maggiore della cappella, venne realizzato da Domenico Guidi ed è ancora oggi conosciuto come una delle opere più importanti della cattedrale. Esso consiste in una distribuzione piramidale delle figure incentrata sul gruppo centrale del trionfo col busto del Gran Maestro defunto, sopra il quale un putto tiene tra le mani uno scudo con le armi dei Cotoner mentre suona una tromba.
La morte improvvisa del Gran Maestro fece sì che egli venisse sepolto nel sarcofago che venne in un primo momento lasciato alla sola stregua della bara marmorea e che venne completato con l'aggiunta delle varie decorazioni e statue solo nel 1686.
Gli succedette Gregorio Carafa.